# Euphorbia einensis
Euphorbia einensis là một loài thực vật có hoa trong họ Đại kích. Loài này được G.Will. mô tả khoa học đầu tiên năm 2004.